# Ctenophorus fordi
Ctenophorus fordi — вид ігуаноподібних ящірок родини агамових (Agamidae). Ендемік Австралії.

## Поширення й екологія
Ctenophorus fordi мешкають на півдні Австралії, переважно на південному сході Західної Австралії та півдні Південної Австралії, а також на заході Вікторії, у Новому Південному Уельсі та на південному заході Квінсленду. Вони живуть у сухих чагарникових заростях маллі і спініфексу. Живляться мурахами.